# Айзінген
Айзінген (нім. Eisingen) — громада в Німеччині, знаходиться в землі Баден-Вюртемберг. Підпорядковується адміністративному округу Карлсруе. Входить до складу району Енц.
Площа — 8,03 км2. Населення становить 4730 ос. (станом на 31 грудня 2020).